# Alonso Martínez de Rivera
Alonso Martínez de Rivera (n. Medellín de Extremadura, 15??-f. Arequipa,  agosto de 1600). Considerado como uno de los conquistadores del Perú. Fue corregidor de Arequipa en 1556; y, posteriormente, el 29 de septiembre de 1557, fundador de Camaná bajo el nombre de "Villa de San Miguel de Rivera",. En Arequipa fundó un hospital.. Era licenciado en Leyes.
Falleció en Arequipa en agosto de 1600.

## Matrimonio y descendencia
En Arequipa se casó en 1587 con Isabel de Contreras. Su hija Catalina Martínez de Rivera y de Contreras se casó con Hernando de la Torre y Padilla, hijo del conquistador Juan de la Torre y Díaz Chacón, uno de los Trece de la Fama o de la Isla del Gallo, que acompañó al conquistador Francisco Pizarro.